# سباق الطريق ضد الساعة للشبان في بطولة العالم لسباق الدراجات على الطريق 2019
سباق الطريق ضد الساعة للشبان في بطولة العالم لسباق الدراجات على الطريق 2019 هو سباق دراجات هوائية، وهو الموسم رقم 25 من السباق، وأقيم في 23 سبتمبر 2019، وامتدّ لمسافة 28 كيلومتر، وهو أحد سباقات بطولة العالم لسباق الدراجات على الطريق 2019، وقد شارك في السباق  63 متسابقاً ووصل إلى نهايته  63 متسابقاً.
فاز فيه بالمركز الأول  Antonio Tiberi ‏، وبالمركز الثالث  Marco Brenner ‏.

## الفرق
| فرق وطنية (35)- فريق أستراليا لسباق الدراجات للرجال تحت 19 سنة‏ - فريق النمسا لسباق الدراجات للرجال تحت 19 سنة‏ - فريق بلجيكا لسباق الدراجات للرجال تحت 19 سنة‏ - فريق كندا لسباق الدراجات للرجال تحت 19 سنة‏ - فريق تشيلي لسباق الدراجات للرجال تحت 19 سنة‏ - فريق كولومبيا لسباق الدراجات للرجال تحت 19 سنة‏ - فريق كرواتيا لسباق الدراجات للرجال تحت 19 سنة‏ - فريق التشيك لسباق الدراجات للرجال تحت 19 سنة‏ - فريق الدنمارك لسباق الدراجات للرجال تحت 19 سنة‏ - فريق إسبانيا لسباق الدراجات للرجال تحت 19 سنة‏ - فريق إستونيا لسباق الدراجات للرجال تحت 19 سنة‏ - فريق فرنسا لسباق الدراجات للرجال تحت 19 سنة‏ - فريق بريطانيا العظمى لسباق الدراجات على الطريق للرجال تحت 19 سنة‏ - فريق ألمانيا لسباق الدراجات للرجال تحت 19 سنة‏ - فريق جمهورية أيرلندا لسباق الدراجات على الطريق للرجال تحت 19 سنة‏ - فريق إسرائيل لسباق الدراجات للرجال تحت 19 سنة‏ - فريق إيطاليا لسباق الدراجات للرجال تحت 19 سنة‏ - فريق اليابان لسباق الدراجات للرجال تحت 19 سنة‏ - فريق كازاخستان لسباق الدراجات للرجال تحت 19 سنة‏ - فريق لاتفيا لسباق الدراجات للرجال تحت 19 سنة‏ - فريق ليتوانيا لسباق الدراجات للرجال تحت 19 سنة‏ - فريق لوكسمبورغ لسباق الدراجات للرجال تحت 19 سنة‏ - فريق هولندا لسباق الدراجات على الطريق للرجال تحت 19 سنة‏ - فريق النرويج لسباق الدراجات على الطريق للشبان ‏ - فريق نيوزيلندا لسباق الدراجات للرجال تحت 19 سنة‏ - فريق بولندا لسباق الدراجات للرجال تحت 19 سنة‏ - فريق جنوب أفريقيا لسباق الدراجات للرجال تحت 19 سنة‏ - فريق روسيا لسباق الدراجات للرجال تحت 19 سنة‏ - فريق سلوفينيا لسباق الدراجات للرجال تحت 19 سنة‏ - فريق سويسرا لسباق الدراجات للرجال تحت 19 سنة‏ - فريق سلوفاكيا لسباق الدراجات للرجال تحت 19 سنة‏ - فريق تايلاند لسباق الدراجات للرجال تحت 19 سنة‏ - فريق أوكرانيا لسباق الدراجات للرجال تحت 19 سنة‏ - فريق الأوروغواي لسباق الدراجات للرجال تحت 19 سنة‏ - فريق الولايات المتحدة لسباق الدراجات للرجال تحت 19 سنة‏ |  |
| |  |

## التصنيف العام النهائي
| \| التصنيف العام \| التصنيف العام \| التصنيف العام \| التصنيف العام \| التصنيف العام \| \| العداء \| العداء \| الفريق \| الوقت \| \| \| ------------- \| --------------------------------- \| ---------------------------------------------------------------- \| ------------- \| ------------- \| \| 1 \| Antonio Tiberi [الإنجليزية]‏ \| فريق إيطاليا لسباق الدراجات للرجال تحت 19 سنة‏ \| 38 د 28 ث \| \| \| 2 \| Enzo Leijnse [الإنجليزية]‏ \| فريق هولندا لسباق الدراجات على الطريق للرجال تحت 19 سنة‏ \| + 8 ث \| \| \| 3 \| Marco Brenner [الإنجليزية]‏ \| فريق ألمانيا لسباق الدراجات للرجال تحت 19 سنة‏ \| + 13 ث \| \| \| 4 \| كوين سيمونز \| فريق الولايات المتحدة لسباق الدراجات للرجال تحت 19 سنة‏ \| + 20 ث \| \| \| 5 \| Michel Hessmann [الإنجليزية]‏ \| فريق ألمانيا لسباق الدراجات للرجال تحت 19 سنة‏ \| + 28 ث \| \| \| 6 \| Andrea Piccolo [الإنجليزية]‏ \| فريق إيطاليا لسباق الدراجات للرجال تحت 19 سنة‏ \| + 30 ث \| \| \| 7 \| Lars Boven [الإنجليزية]‏ \| فريق هولندا لسباق الدراجات على الطريق للرجال تحت 19 سنة‏ \| + 44 ث \| \| \| 8 \| Leo Hayter [الإنجليزية]‏ \| فريق بريطانيا العظمى لسباق الدراجات على الطريق للرجال تحت 19 سنة‏ \| + 51 ث \| \| \| 9 \| Oscar Nilsson-Julien [الإنجليزية]‏ \| فريق بريطانيا العظمى لسباق الدراجات على الطريق للرجال تحت 19 سنة‏ \| + 1 د 00 ث \| \| \| 10 \| Finn Fisher-Black [الإنجليزية]‏ \| فريق نيوزيلندا لسباق الدراجات للرجال تحت 19 سنة‏ \| + 1 د 06 ث \| \| |                       |                                                                  |            |  |
| |                       |                                                                  |            |  |
| مصدر: ProCyclingStats |                       |                                                                  |            |  |
| التصنيف العام |                       |                                                                  |            |  |
| العداء | العداء                | الفريق                                                           | الوقت      |  |
| 1 | Antonio Tiberi ‏       | فريق إيطاليا لسباق الدراجات للرجال تحت 19 سنة‏                    | 38 د 28 ث  |  |
| 2 | Enzo Leijnse ‏         | فريق هولندا لسباق الدراجات على الطريق للرجال تحت 19 سنة‏          | + 8 ث      |  |
| 3 | Marco Brenner ‏        | فريق ألمانيا لسباق الدراجات للرجال تحت 19 سنة‏                    | + 13 ث     |  |
| 4 | كوين سيمونز           | فريق الولايات المتحدة لسباق الدراجات للرجال تحت 19 سنة‏           | + 20 ث     |  |
| 5 | Michel Hessmann ‏      | فريق ألمانيا لسباق الدراجات للرجال تحت 19 سنة‏                    | + 28 ث     |  |
| 6 | Andrea Piccolo ‏       | فريق إيطاليا لسباق الدراجات للرجال تحت 19 سنة‏                    | + 30 ث     |  |
| 7 | Lars Boven ‏           | فريق هولندا لسباق الدراجات على الطريق للرجال تحت 19 سنة‏          | + 44 ث     |  |
| 8 | Leo Hayter ‏           | فريق بريطانيا العظمى لسباق الدراجات على الطريق للرجال تحت 19 سنة‏ | + 51 ث     |  |
| 9 | Oscar Nilsson-Julien ‏ | فريق بريطانيا العظمى لسباق الدراجات على الطريق للرجال تحت 19 سنة‏ | + 1 د 00 ث |  |
| 10 | Finn Fisher-Black ‏    | فريق نيوزيلندا لسباق الدراجات للرجال تحت 19 سنة‏                  | + 1 د 06 ث |  |

## وصلات خارجية
- الموقع الرسمي
- لمحة عن سباق سباق الطريق ضد الساعة للشبان في بطولة العالم لسباق الدراجات على الطريق 2019 على موقع  ProCyclingStats   (برو  سايكلنج  ستاتس) - إحصاءات  محترفي  الدراجات.
- سباق الطريق ضد الساعة للشبان في بطولة العالم لسباق الدراجات على الطريق 2019 على موقع إحصائيات الدراجات الإحترافية (الإنجليزية)